# Стратиграфический разрез казанского и уржумского ярусов у посёлка Кзыл-Байрак
Разрез Кзыл-Байрак (полностью — Стратиграфический разрез казанского и уржумского ярусов у посёлка Кзыл-Байрак, тат. Кызыл Байрак бистәсе янында Казан һәм урҗум ярусларының стратиграфик киселеше) — геологический разрез стратиграфического профиля, обнажающий казанский и уржумский ярусы. Входит в реестр охраняемых геологических памятников регионального значения Республики Татарстан.

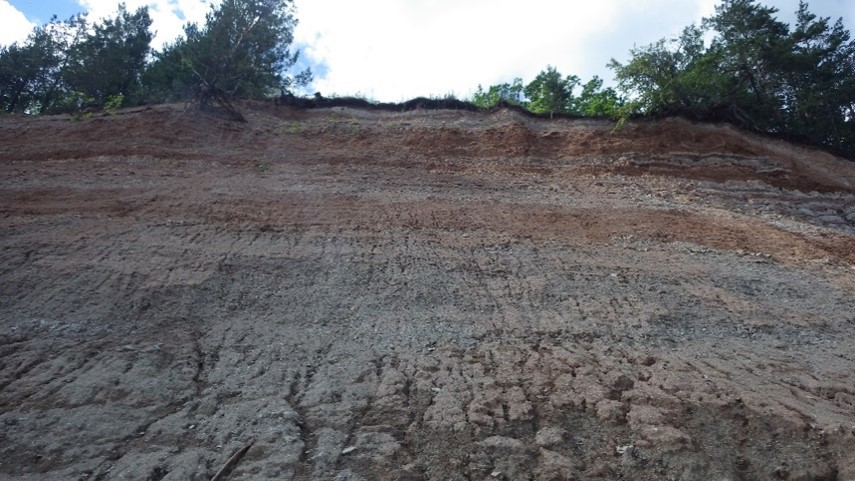
Изображение обрывистого склона, на котором расположен стратиграфический разрез казанского и уржумского ярусов близ Кзыл-Байрак

## Географическое расположение
Территория Кзыл-Байракского разреза расположена в Республике Татарстан, на правом коренном берегу реки Волги, Верхнеуслонский район, посёлок Кзыл-Байрак. Овраг со стратиграфическим разрезом располагается в порядка 1,5 км от пристани посёлка Кзыл-Байрак, ниже по течению р. Волги.

## Физико-геологический очерк
Разрез Кзыл-Байрак простирается на 250 м в длину и имеет среднюю высоту около 20 м. Общая площадь охраняемого геологического памятника составляет 2,5 га. Приблизительный возраст разреза составляет порядка 260 млн. лет.
В разрезе близ Кзыл-Байрака отложения поволжского горизонта подразделяются на морквашинские слои верхнеказанского подъяруса и сулицкую свиту уржумского яруса пермской системы. Часть разреза в современное время закрыта осыпью, часть его хорошо видна в стенке на обрывистом склоне.
В основании разреза залегают верхнеказанские слои «переходной» пачки Н, частично перекрытые намывами осадочных пород — глин, дресвы, ила. Выше залегают красноцветные слои уржумского яруса, сложенные кирпичного цвета алевролитами, переслаивающимися со светло-серыми мергелями, образуя «уржумские плитняки».

## Изучение
Изучение стратиграфического разреза Кзыл-Байрак берёт своё начало в 1986 году, в монографии Есауловой Наталии Константиновны «Флора казанского яруса Прикамья». В ней выделены 16 слоёв, среди которых обнаружены раковины пресноводных и солоноводных пелицепод (Falaemutella ex gr. krotowii Netsch), членистостебельных (Paracalamites decoratus Eichw.), кора плаунов (Signacularia noinekii Zal.), отпечатки филлопод (Asmussia exiqua Eichw.) и стволы окремнелой древесины.